# 디스크 골프
디스크 골프(Disc golf), 또는 프리스비 골프(Frisbee golf)는 공 대신에 프리스비를 이용하여 하는 골프와 비슷한 스포츠이다.
이 스포츠는 일반적으로 9홀 또는 18홀(바구니)이 있는 코스에서 진행된다. 플레이어는 티 패드나 티 구역에서 바스켓을 향해 디스크를 던지고, 바스켓에 도달할 때까지 이전 던진 지점에서 다시 디스크를 던져 홀을 완료한다. 바스켓은 바스켓 위에 체인이 달린 와이어로 구성되어 있으며, 들어오는 디스크를 잡아 바스켓으로 떨어지도록 설계되었다. 일반적으로 플레이어가 각 바스켓에 도달하기 위해 사용하는 던지기 횟수가 계산되며(종종 파(Par)와 관련하여) 플레이어는 총 던지기 횟수가 가장 낮은 상태에서 각 홀을 완료하려고 한다. 파(Par)는 숙련된 플레이어가 특정 홀 또는 홀 그룹(보통 9 또는 18)에서 플레이할 것으로 예상되는 스트로크 수이다.
이 게임은 약 40개국에서 진행되며, 2023년 4월 26일 기준 전 세계 프로디스크골프협회(PDGA)의 활동 회원 수는 107,853명이다.

## 기원 및 역사
현대의 디스크 골프는 1960년대 초에 시작되었지만 누가 먼저 아이디어를 내놓았는지에 대한 논쟁이 있다. 1960년대에는 여러 그룹의 사람들이 독립적으로 플레이했다는 것이 합의된 의견이다. 예를 들어, 텍사스 주 휴스턴에 있는 라이스 대학의 학생들은 1964년 초에 나무를 표적으로 삼아 토너먼트를 열었고, 1960년대 초 조지아 주 오거스타에 있는 펜들턴 킹 파크의 선수들은 지정된 50갤런 통 쓰레기통에 프리스비를 던졌다. 1968년 프리스비 골프는 캘리포니아주 산타바바라의 알라메다 공원에서도 아나카파 거리와 솔라 거리 지역의 십대 청소년들이 플레이했다. 전망대, 분수, 가로등 기둥, 나무는 모두 코스의 일부였다. 이 작업은 몇 년 동안 진행되었으며 알라메다 파크(Alameda Park) 수집가 에디션 디스크는 드물기는 하지만 여전히 존재한다. 이 그룹의 클리포드 타운(Clifford Towne)은 계속해서 내셔널 타임 알로프트(National Time Aloft) 기록을 보유했다.